# Idactus konso
Idactus konso là một loài bọ cánh cứng trong họ Cerambycidae.